# Edward Likowski
Edward Likowski (ur. 26 września 1836 we Wrześni, zm. 20 lutego 1915 w Poznaniu) – polski duchowny rzymskokatolicki, historyk Kościoła, biskup pomocniczy poznański w latach 1887–1914, arcybiskup metropolita gnieźnieński i poznański oraz prymas Polski w latach 1914–1915.

## Życiorys
Był synem Wincentego i Józefy z Zimniewiczów. Uczeń Królewskiego Katolickiego Gimnazjum w Ostrowie, gimnazjum we Wrześni, Gimnazjum św. Marii Magdaleny w Poznaniu. Studia teologiczne odbył w Münsterze, gdzie uzyskał licencjat (1861) i doktorat (1881) z teologii. Po wyświęceniu na kapłana, w grudniu 1861, sprawował przez 10 miesięcy obowiązki wikariusza w Kcyni, a następnie przez trzy lata katechety i nauczyciela języka hebrajskiego w gimnazjum św. Marii Magdaleny w Poznaniu. Opracował w języku polskim katechizm J. Deharbe dla młodzieży dojrzalszej, który doczekał się kilku wydań. Równocześnie pisał artykuły naukowe do Tygodnika Katolickiego. Na początku 1866 został powołany na profesora historii kościelnej i prawa kanonicznego seminarium duchownego w Poznaniu.  W 1869 uczestniczył w soborze watykańskim I jako teolog arcybiskupa Mieczysława Ledóchowskiego.
Członek czynny Akademii Umiejętności w Krakowie od 1887, a w latach 1895–1915 prezes Poznańskiego Towarzystwa Przyjaciół Nauk. Doctor honoris causa Uniwersytetu Jagiellońskiego (1900). Był kustoszem kolegiaty św. Marii Magdaleny w Poznaniu.
W trakcie Kulturkampfu przez kilka miesięcy przebywał w więzieniu. 1 maja 1887 r. został wyświęcony na biskupa pomocniczego archidiecezji gnieźnieńskiej z tytułem biskupa Aureliopolis in Lydia. 13 sierpnia 1914 r. otrzymał urząd arcybiskupa gnieźnieńskiego i tytuł prymasa Polski. Należał do ścisłego grona tajnych reprezentantów pozbawionych możliwości sprawowania godności kardynała.
W 1911 został uhonorowany  przez Piusa X tytułem hrabiego rzymskiego i asystenta tronu papieskiego.
Pochowany w katedrze poznańskiej w kaplicy Szołdrskich.
Jego bratankiem był Henryk Likowski, również duchowny i historyk Kościoła katolickiego, profesor Uniwersytetu Warszawskiego.

## Upamiętnienie
W 2019 jego imię nadano skwerowi w Poznaniu, położonemu w rejonie ulic Jana Pawła II i Kaliskiej.

## Publikacje
- Historia unii Kościoła ruskiego z Kościołem rzymskim (1875)
- Dzieje kościoła unickiego na Litwie i Rusi w XVII i XIX wieku uważane głównie ze względu na przyczyny jego upadku (1880)
- O rokowaniach poprzedzających unię brzeską (1596 r.) (1886)
- Rzut oka na wewnętrzny stan Cerkwi Ruskiej przed Unią Brzeską, „Roczniki Poznańskiego Towarzystwa Przyjaciół Nauk” t. 20 (1894), s. 226–265.
- Unia brzeska w 1596 (1896)
- Synody dyecezyi chełmskiej obrządku wschodniego (1902)